# Frederik Bargum
Henning Frederik Bargum (døbt 9. oktober 1733 i København – ca. 1800) var en dansk handelsmand.
Han var søn af lærredskræmmer Thomas Carstensen Bargum (ca. 1696-1754) og Marie Rebecca f. Sprich (ca. 1703-1781), var døbt i Helligåndskirken i København 9. oktober 1733. Bargums fader var indvandret fra Tønder Amt, og hans moster var gift med den ansete københavnske tømmerhandler og negociant Carl Hieronymus Gustmeier, der efter datidens skik også drev vekselhandel. Selv knyttedes han tidligt til dette købmandshus, og efter onkelens død førte enken det videre i kompagniskab med Bargum, som ægtede hendes datter, Barbara Eleonora Gustmeyer, den 15. december 1762 havde han i Sankt Petri Kirke. Som faderen lagde han sig efter handelen og blev tidlig optaget som kompagnon i madam Gustmeyers vekselforretning og betydelige tømmerhandel. 1758 overdrog Admiralitets-Kommissariatet ham i udlandet at indkøbe tømmer til Flåden. 31. december 1760 blev han general-tobaksdirektør i Danmark og fik monopol på at indføre tobak til forhandling i indlandet mod en betaling af 100.000 Rdl. årligt, men han blev uenig med General-Toldkammeret om betingelserne og kom samtidig i modvind i offentligheden, hvor både Magistraten og befolkningen ikke brød sig om monopolet. En undsigelse mod Bargum blev slået op på Holmens Kirke, og politimesteren måtte højtidelig love, at almuen skulle få det samme kvantum tobak for en skilling som forhen. Bargum var således dårligt nok kommet i gang, førend tobakshandelen allerede i marts 1761 underlagdes Peter Borres administration. 1764 erholdt han privilegium på den Douillhacske Hattefabrik og havde tillige en fiskebensfabrik. Allerede på dette tidspunkt var Bargum så velhavende, at han kunne lade Nicolas-Henri Jardin bygge sig en stor, herskabelig gård, kendt som Det Gule Palæ, i den nyanlagte Amaliegade.
På sine mange rejser udviklede han sit talent for handelen og hjembragte tanken om, at Danmark såvel som England og Frankrig måtte kunne berige sig ved oprettelsen af et slavehandels-societet. Han udarbejdede plan for et sådant, der gik ud på at indkøbe slaver på Guineakysten og på dertil indrettede skibe føre dem til Dansk Vestindien for at ombytte dem med råsukker, der skulle hjemføres og bearbejdes i et dertil oprettet raffinaderi. Også guld og elefanttænder skulle købes i Guinea. Det lykkedes ham ikke alene at samle den fornødne kapital (130 aktier à 1000 Rdl.), men 18. marts 1765 også at opnå kgl. oktroy for sit slavehandels-societet, som samme år vandt betydeligt ved, at regeringen afstod det alle sine fæstninger og loger på Guineakysten, som det besatte med egne embedsmænd. Regeringen gjorde også indførslen af slaver til Vestindien skattefri. Knap 32 år gammel blev Bargum valgt til hoveddirektør for dette Kgl. oktr. guineiske Kompagni, der blev udvidet med 170 aktier à 1000 Rdl.
Der blev anskaffet tre skibe, hvoraf det første udsendtes 8. juli 1766, et pakhus bag Børsen blev købt til raffinaderi og lagre. Madam Gustmeier var oprindelig deltager, men trådte hurtigt ud og synes derefter at have brudt med svigersønnen. Måske har hun øjnet en risiko, for selskabet fik fallit 1775, og Bargum måtte erklære sig insolvent på grund af forskellige uheld. Selv havde Bargum året før af frygt for sine kreditorer måttet forlade sit fædreland, som han næppe genså. 1782 var han bosat i Wien, hvor
han oprettede et bankhus, der imidlertid også gik fallit 1790, og to år efter opholdt han sig i Alsace, hvorfra det vides, at han havde forbindelse med venner i Paris. Her slutter hans spor, men ifølge familien skal han være død som købmand i Nantes.